# Jan van Buken

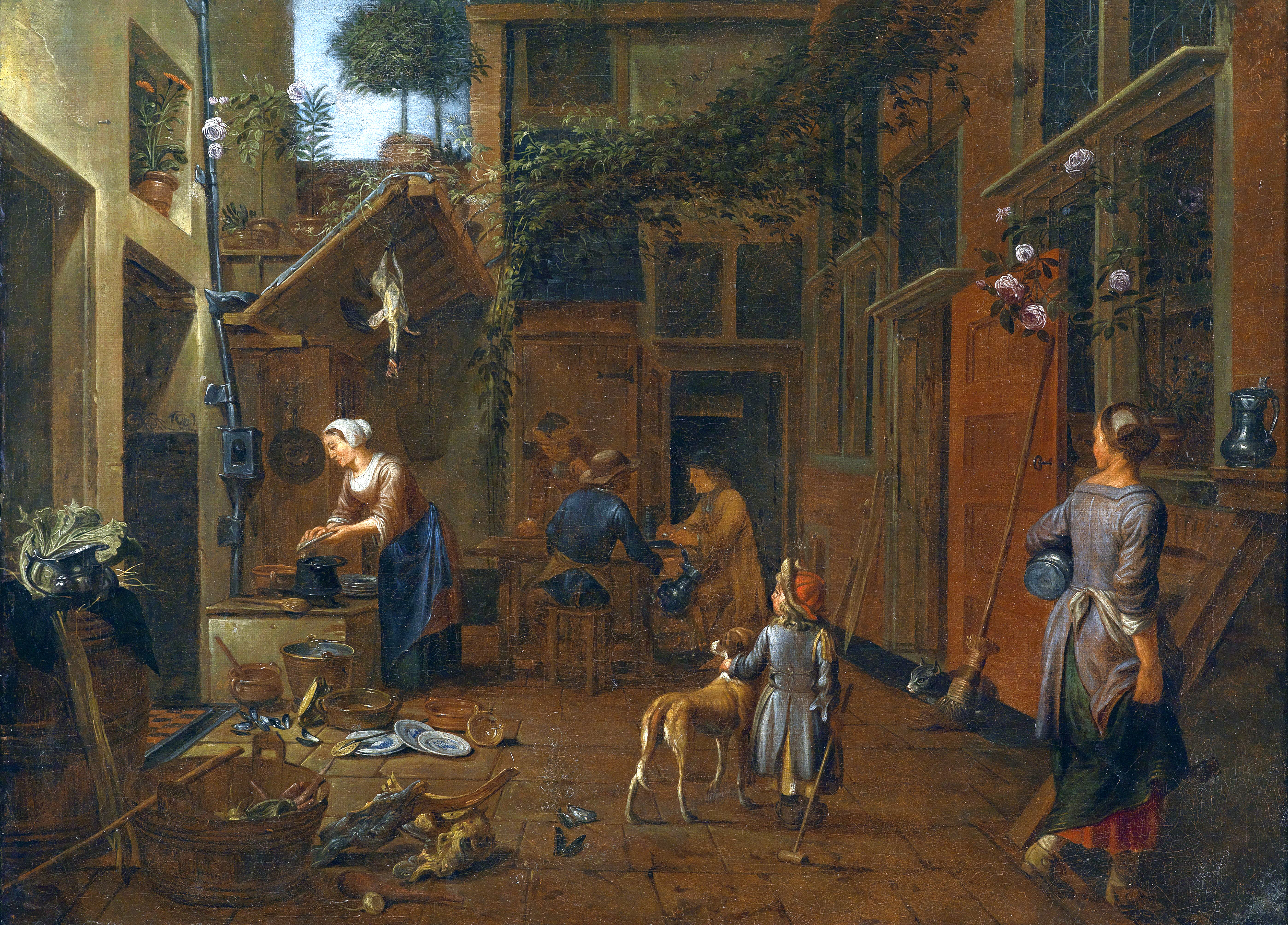
Patio con cocina

Jan van Buken o Jan van Beucken  (10 de marzo de 1635 - 6 de febrero de 1694) fue un pintor flamenco conocido principalmente por sus pinturas de género y bodegones .

## Vida
Jan van Buken nació en Amberes. Se convirtió en maestro en el Gremio de San Lucas en 1658, donde se registró con el nombre de 'Jan van Beucken'. En el período de 1666 a 1682 trabajó en Roma mientras viajaba regularmente a Amberes. Regresó a vivir a Amberes después de la muerte de sus padres.
Jan Baptist Beveren fue registrado como su alumno en 1689-90.
Jan van Buken murió en Amberes en 1694.

## Trabajo

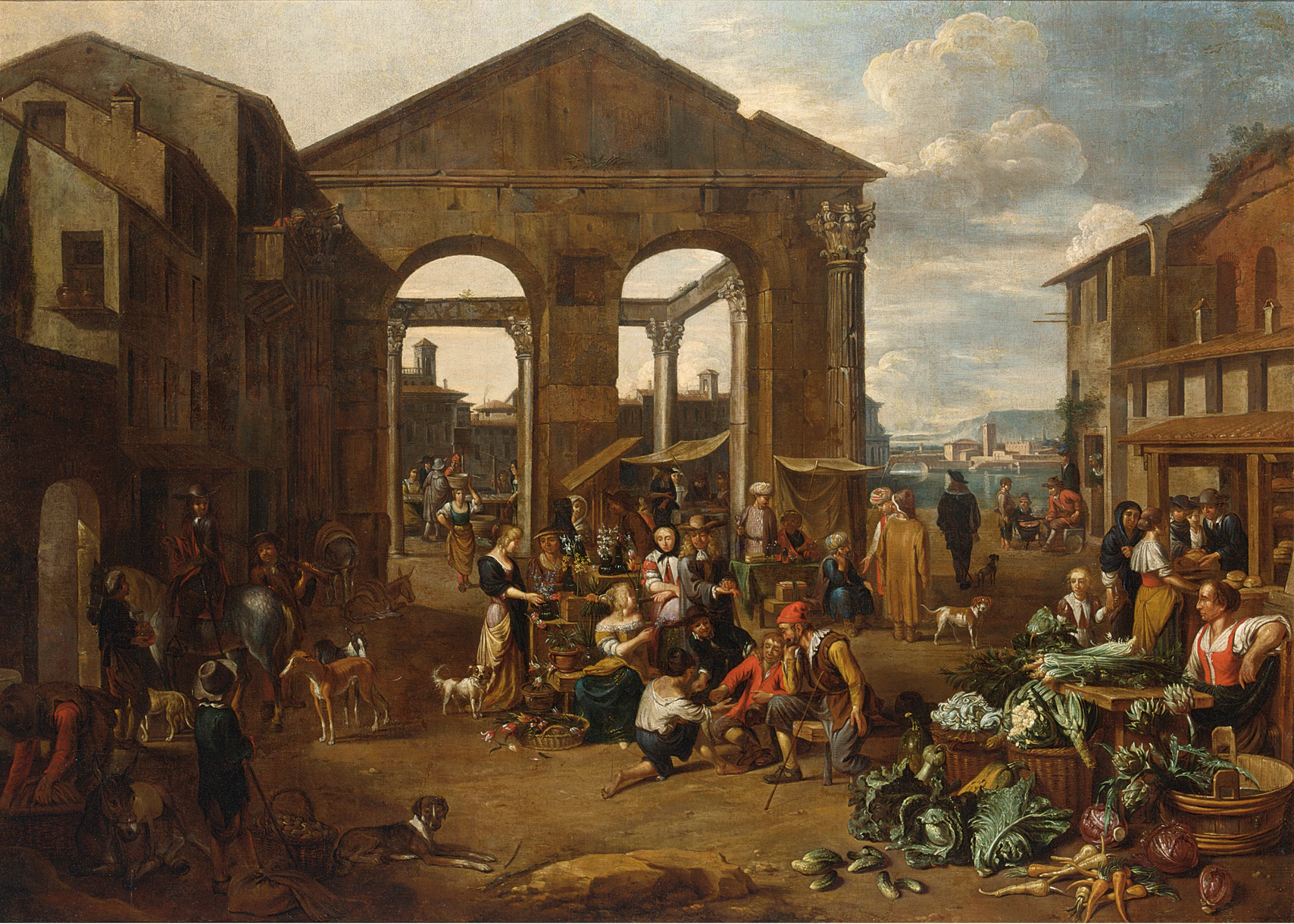
Escena de un mercado italiano

Pintó principalmente escenas de género y bodegones. Las escenas de género cubren toda la gama de escenas de granjas, cocinas y mercados que a menudo incluyen bodegones de comida, caza y fruta. También pintó bodegones de caza, peces, comida y flores. 
Las pinturas de Van Buken se parecen en muchos aspectos a las de los pintores " Bamboccianti ". El nombre Bamboccianti se le da a un grupo de pintores de género principalmente holandeses y flamencos que estuvieron activos en Roma desde aproximadamente 1625 hasta el final del siglo XVII y tomaron como tema de sus pinturas la vida cotidiana de las clases bajas en Roma y sus campos. Un ejemplo de una composición en estilo Bambocianti es  "Una escena de mercado italiana con restos de un templo romano con un puerto más allá" (Sotheby's, 27 de marzo de 2007, Londres, lote 15). Representa una escena de 'gente baja' en un mercado de verduras de una ciudad portuaria de estilo italiano con ruinas romanas. La composición incluye otros elementos típicos de Bamboccianti, como los jugadores de morra en  medio del mercado. La escena incluye algunos individuos de alto rango, como el caballero a caballo que aparentemente regresa de caza con un criado que lleva su arma. Gira la cabeza para mirar con diversión la escena del mercado, tal como lo habrían hecho los clientes de van Buken cuando se enfrentaban a una escena similar en la vida real. Típico de van Buken es la inclusión de una naturaleza muerta de verduras en el primer plano de esta composición. 

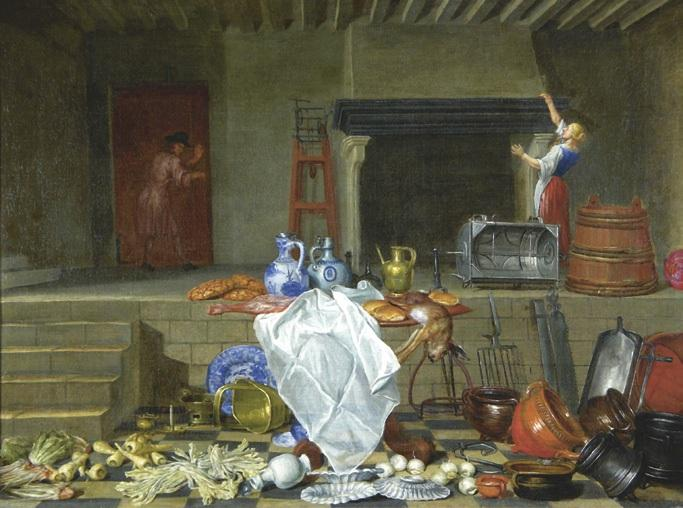
Bodegón de cocina

Las escenas de mercado de Van Buken con abundantes elementos de naturaleza muerta también recuerdan el trabajo de pintores de Amberes como Erasmus de Bie, Peeter van Bredael y Peeter Gijsels, cuyas obras tienen temas similares.
Cerca de 25 obras se atribuyen actualmente a Jan van Buken. Solo se sabe que dos están en las colecciones del museo: uno es Bodegón de verduras, aves y carne en la colección del Staatliches Museum Schwerin, mientras que una escena del mercado está en la colección del Museo Nacional de Estocolmo.
Bodegón de cocina está en una colección privada en Hungría e ilustra algunas de las cualidades compositivas del artista. La pintura muestra una escena de la cocina con comida y utensilios de cocina en primer plano y una gran chimenea y dos personas, aparentemente un sirviente femenino y otro masculino, en la parte posterior de la escena. El hombre sale por una puerta a la izquierda mientras la mujer tiene su mano sobre la repisa de la chimenea, posiblemente limpiándola. El aparente desorden de la naturaleza muerta esconde un esquema compositivo basado en triángulos.